# Christian Schrøder
Christian Schrøder, född 1869 i Danmark, död 10 december 1940 i Danmark, var en dansk skådespelare.

## Filmografi
- 1913 – Atlantis
- 1927 – Vester Vov-Vov
- 1927 – Lykkehjulet
- 1929 – Hallo, Afrika forude
- 1930 – Pas paa pigerne
- 1932 – Han, hun og Hamlet
- 1932 – I kantonnement
- 1933 – Københavnere
- 1933 – Med fuld musik
- 1934 – Ud i den kolde sne
- 1934 – 7-9-13
- 1935 – Week-end
- 1935 – Fange nr. 1
- 1935 – Kidnapped
- 1939 – En lille tilfældighed
- 1940 – Mandom, mod och morske män